# بحيرة جورج (نيويورك)

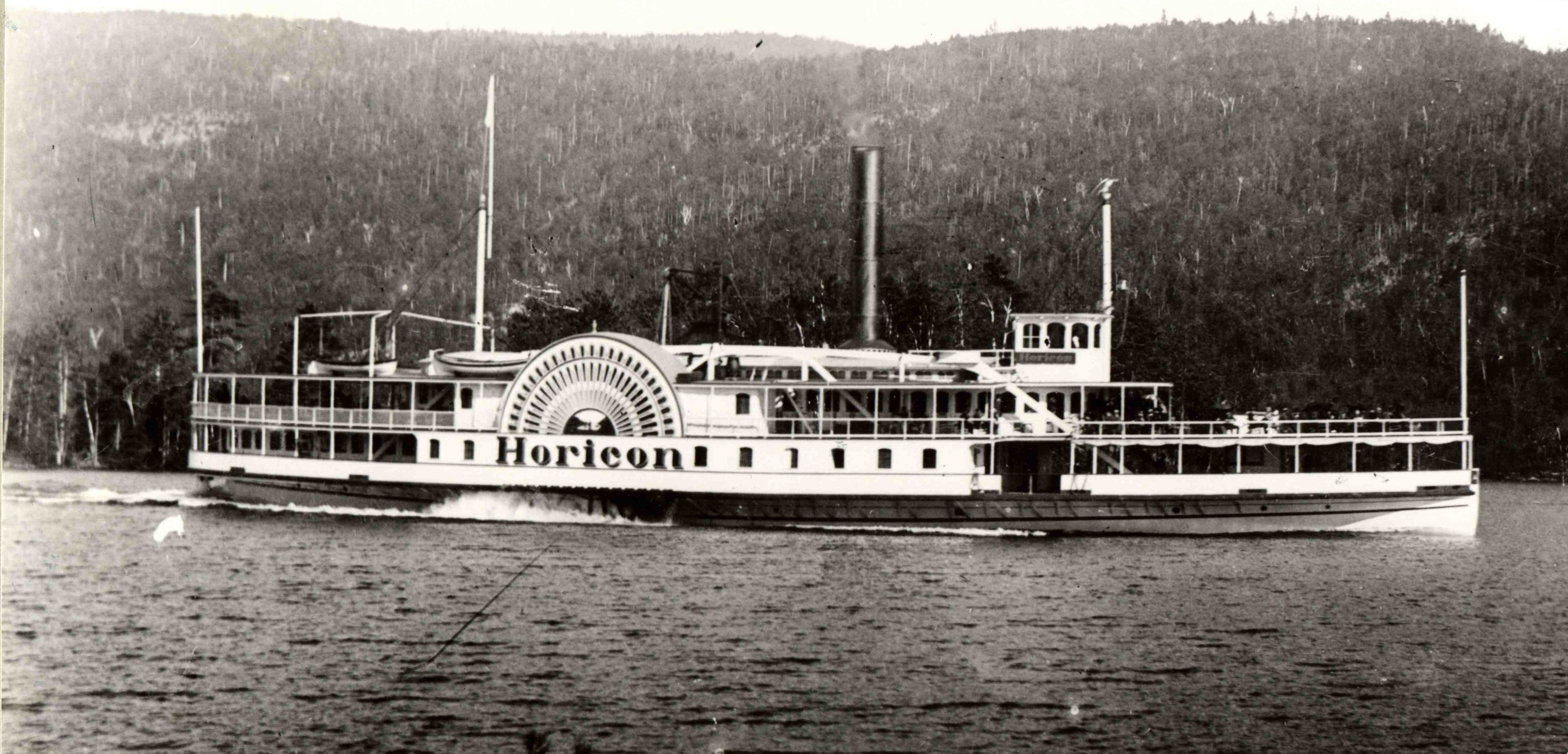
باخرة هوريكون على بحيرة جورج ، 1900

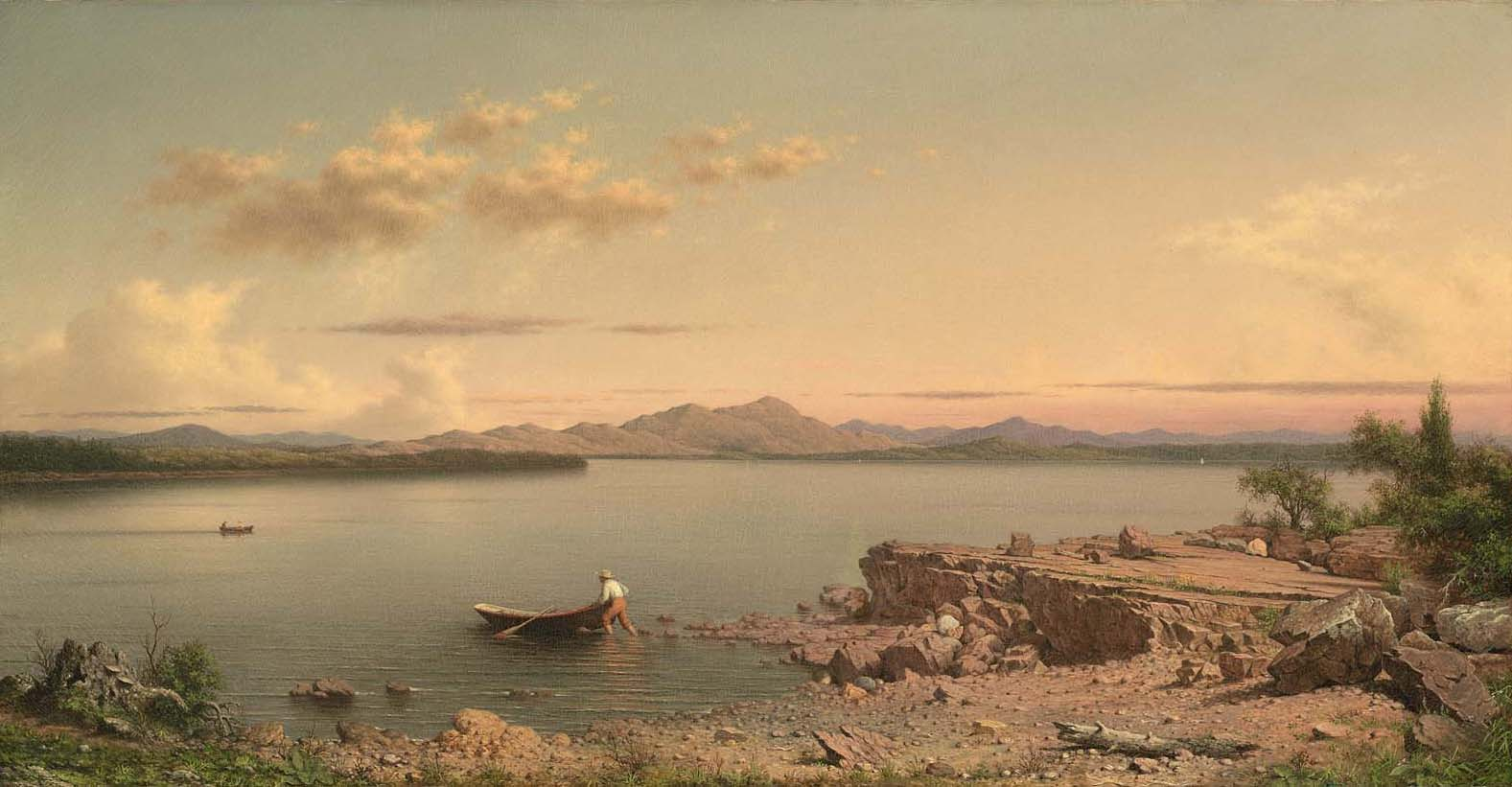
بحيرة جورج ، 1862 ، رسمها مارتن جونسون هيد

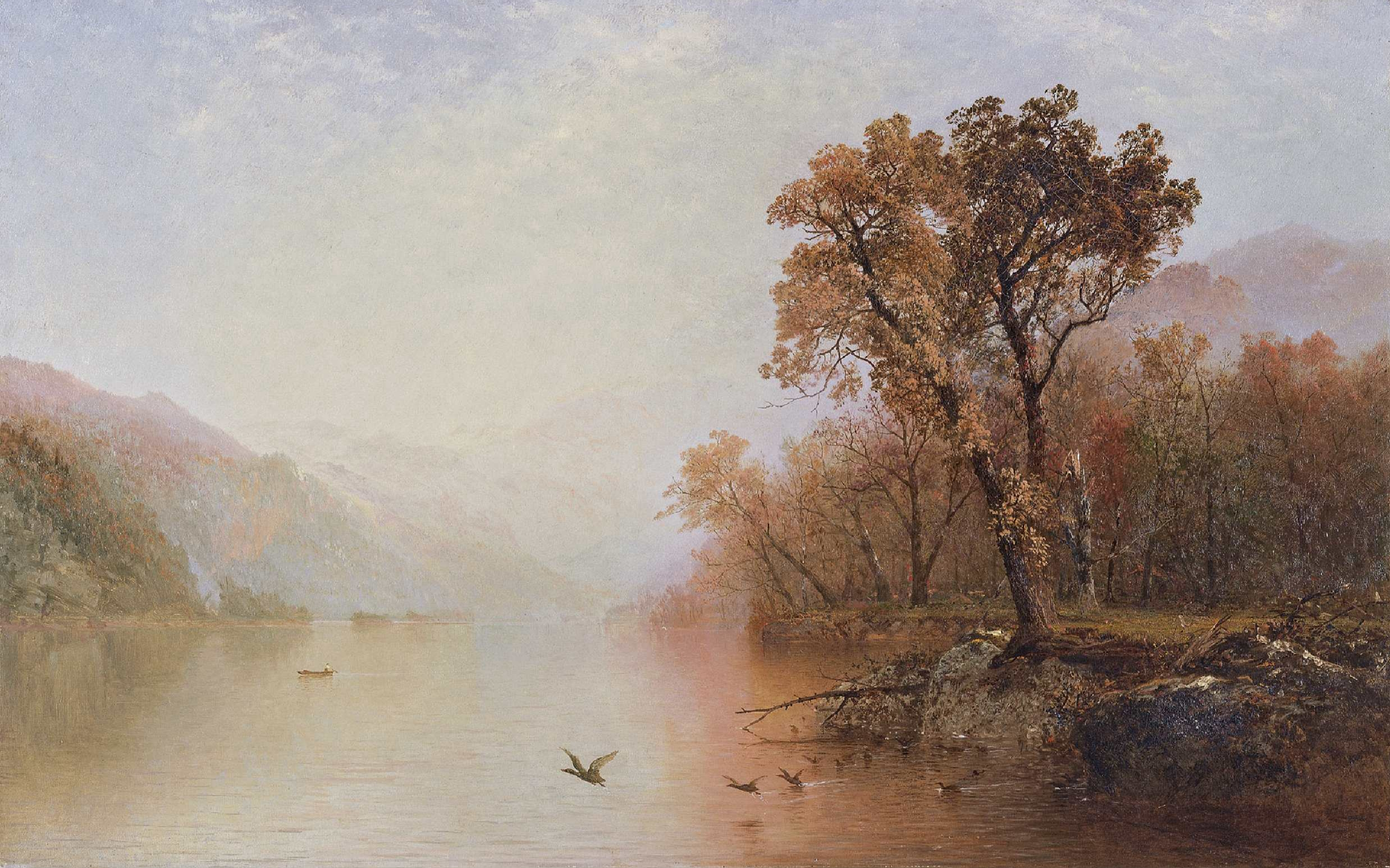
بحيرة جورج ، كاليفورنيا. 1860 رسمها جون فريدريك كينسيت. متحف تايسن بورنيميزا

بحيرة جورج ، الملقبة بملكة البحيرات الأمريكية ،  تقع البحيرة على طول المسار الطبيعي التاريخي (الأمريكيين الهنود) بين وديان نهري هدسون وسانت لورانس، وبالتالي تقع على الطريق البري المباشر بين ألباني ونيويورك ومونتريال ، كيبيك، كندا. وهي بحيرة طويلة ضيقة التغذية تقع في القاعدة الجنوبية الشرقية لجبال أديرونداك، في الجزء الشمالي الشرقي من ولاية نيويورك الأمريكية. يقع داخل المنطقة العليا من وادي الأبلاش العظيم ويصرف بالكامل باتجاه الشمال إلى بحيرة شامبلين وحوض تصريف نهر سانت لورانس.تمتد البحيرة حوالي 32.2 ميل (51.8 كـم) على محور الشمال والجنوب، هو 187 قدم (57 م) عميق  ، ويختلف من 1 إلى 3 ميل (1.6 إلى 4.8 كـم) في العرض، مما يمثل حاجزًا كبيرًا أمام السفر بين الشرق والغرب. على الرغم من أن عدد السكان على مدار العام في منطقة بحيرة جورج صغير نسبيًا، إلا أن عدد السكان في الصيف يمكن أن يتضخم إلى أكثر من 50000 مقيم، والعديد منهم في قرية بحيرة جورج في الطرف الجنوبي من البحيرة.  

تصرِّف بحيرة جورج مياهها في بحيرة شامپلين إلى الشمال منها عبر غدير قصير به العديد من مساقط المياه والشلالات، التي تهبط بمستوى الماء نحو 230 قدماً (70 متراً) في خلال مسار الغدير البالغ طوله 3½-ميل (6 كم) بالطبع - كلها تقريبًا داخل أراضي تيكونديروجا، نيويورك وبالقرب من موقع حصن تيكونديروجا. تلك المياه تصب في النهاية في نهر سانت لورنس ومنه إلى المحيط الأطلنطي. الاسم الأصلي في لغة قبائل إيروكوا قيل أنه كان أندياتاروكت، ويعني البحيرة المغلقة وسماها الفرنسيون بحيرة المناولة المقدسة Lac du Saint-Sacrement.

## جغرافيا
تقع بحيرة جورج في متنزه ولاية أديرونداك الجنوبي الشرقي وهي جزء من مستجمع مياه سانت لورانس. تشمل الأشكال البارزة لأنتوني أنف، دير ليب، غواص روك (15 قدم (4.6 م) يقفز إلى البحيرة)، والغواص المزدوجة (30 قدم (9.1 م) القفز)، والغلايات الهندية، وروجر روك.
تشمل بعض الجبال المحيطة الجبل الأسود، وجبل الفيل، ومقبض بايلوت، وجبل بروسبكت، وصخرة الرفوف، وجبل سليبنج بيوتي، وجبل شوجارلوف، وسلسلة جبال اللسان. بعض الخلجان الأكثر شهرة في البحيرة هي خليج باسين وخليج كاتسكيل والخليج الشمالي وخليج أونيدا وخليج الفضة.
تتميز البحيرة بـ «الضيق»، وهو قسم ضيق ممتلئ بالجزيرة (حوالي 5 ميل (8 كـم)) يحدها من الغرب سلسلة جبال اللسان والشرق من الجبل الأسود. إجمالاً، تعد بحيرة جورج موطنًا لأكثر من 170 جزيرة، 148 منها مملوكة للدولة. وهي تتراوح من جيب سكيبر بحجم السيارة إلى فيكارز وجزر لونغ الأكبر. يمكن الحصول على تصاريح التخييم للجزء الأكبر من الجزر.
أعمق نقطة للبحيرة هي 196 قدم (60 م) ، بين جزيرة دوم وجبل باك في الربع الجنوبي للبحيرة. تعتبر النهاية الشمالية للبحيرة التي تقع بالقرب من تيكونديروجا الطرف الجنوبي لوادي شامبلين، والذي يشمل بحيرة شامبلين، وكذلك مدن بلاتسبرغ ونيويورك وبرلنغتون ، فيرمونت.
يقوم مشروع جيفرسون، وهو تعاون بدأ في عام 2014 بين IBM ومعهد Rensselaer Polytechnic Institute وصندوق Lake George ، بجمع البيانات من البحيرة باستخدام أجهزة استشعار العمق التي يمكنها مراقبة التيارات، ودرجة الحموضة، والملوحة، وغيرها من البيانات، مما يقود البحيرة إلى يمكن تسميته، «[أنه] أذكى بحيرة في العالم.» 

## التاريخ
تم تسمية البحيرة في الأصل باسم Andia-ta-roc-te من قبل الأمريكيين الأصليين. جيمس فينيمور كوبر في كتابه سرد آخر من Mohicans يطلق عليه Horican، بعد قبيلة التي قد عاشوا هناك، لأنه شعر كان الاسم الأصلي من الصعب جدا تنطق.
لاحظ أول زائر أوروبي للمنطقة، صامويل دي شامبلين، البحيرة في مذكرته في 3 يوليو 1609، لكنه لم يسمها.   في عام 1646، التبشيري الكندي اليسوعي الفرنسي إسحاق جوجيس، أول أوروبي يشاهد البحيرة، أطلق عليها اسم Lac du Saint-Sacrement (بحيرة القربان المقدس)، وجدول خروجها، La Chute («السقوط»).
في 28 أغسطس 1755، قاد ويليام جونسون القوات الاستعمارية البريطانية لاحتلال المنطقة في الحرب الفرنسية والهندية. أعاد تسمية البحيرة باسم بحيرة جورج للملك جورج الثاني. في 8 سبتمبر 1755، خاضت معركة بحيرة جورج بين قوات بريطانيا وفرنسا مما أدى إلى انتصار استراتيجي للبريطانيين وحلفائهم الإيروكوازيين. بعد المعركة، أمر جونسون ببناء حصن عسكري في الطرف الجنوبي للبحيرة. سمي الحصن فورت ويليام هنري على اسم حفيد الملك الأمير ويليام هنري، الأخ الأصغر للملك جورج الثالث في وقت لاحق.
في سبتمبر، استجاب الفرنسيون ببدء بناء حصن كاريلون، الذي أطلق عليه لاحقًا حصن تيكونديروجا، على نقطة يدخل فيها لا تشوت إلى بحيرة شامبلين. سيطرت هذه التحصينات على الطريق المائي السهل بين كندا ونيويورك الاستعمارية. قام جيش فرنسي وحلفاؤهم الأصليون بقيادة الجنرال لويس جوزيف دي مونتكالم بحصار فورت ويليام هنري في 1757 وأحرقوه بعد استسلام البريطانيين. خلال التراجع البريطاني إلى فورت إدوارد، تعرضوا لكمين وذبحوا من قبل المواطنين المتحالفين مع الفرنسيين، فيما أصبح يعرف باسم مذبحة فورت ويليام هنري.
في 13 مارس 1758، كانت محاولة الهجوم على ذلك الحصن من قبل القوات غير النظامية بقيادة روبرت روجرز واحدة من أكثر الغارات جرأة في تلك الحرب. يُنظر إلى التكتيكات غير التقليدية (للأوروبيين) في روجرز رينجرز على أنها مصدر إلهام للإنشاء المتأخر لقوى مماثلة في النزاعات اللاحقة - بما في ذلك جيش الولايات المتحدة رينجرز.
جعل الموقع الرئيسي لبحيرة جورج على مونتريال – طريق نيويورك المائي حيازة الحصون في كلا الطرفين - وخاصة تيكونديروجا - أمرًا حاسمًا استراتيجيًا خلال الثورة الأمريكية.
في وقت لاحق من الحرب، أدى قرار الجنرال البريطاني جون بورجوين بتجاوز الطريق المائي السهل إلى نهر هدسون الذي عرضته بحيرة جورج، وبدلاً من ذلك، محاولة الوصول إلى هدسون على الرغم من أن الأهوار والغابات في الطرف الجنوبي من بحيرة شامبلين، أدت إلى الهزيمة البريطانية في ساراتوجا.
في 31 مايو 1791، كتب توماس جيفرسون في رسالة إلى ابنته، «بحيرة جورج لا يمكن مقارنتها، أجمل مياه رأيتها على الإطلاق؛ تشكلت من كفاف الجبال في حوض... يتخللها بدقة الجزر، ومياهها شفاف كالبلور، والجوانب الجبلية مغطاة ببساتين غنية... إلى حافة المياه: هنا وهناك منحدرات من الصخور لفحص المشهد وحفظه من الرتابة».
في أواخر القرن التاسع عشر وأوائل القرن العشرين، كانت بحيرة جورج مكانًا شائعًا يسعى إليه فنانون مشهورون، بما في ذلك مارتن جونسون هيد، وجون إف كينسيت، وإي تشارلتون فورتشن، وفرانك فنسنت دوموند، وجورجيا أوكيفي.

### حادثإيثان ألين
في 2 أكتوبر 2005، الساعة 2:55   م، إيثان ألين ، 40 قدم (12 م) قارب سياحي مغلق بالزجاج يحمل 47 راكبًا ويتم تشغيله بواسطة Shoreline Cruises ، انقلب أثناء الطقس الهادئ على البحيرة. وفقا لتقارير من صحيفة محلية، توفي 20 شخصا (معظمهم من كبار السن).
أشارت التقارير الأولية إلى أن المجموعة السياحية كانت من كندا، ولكن تبين فيما بعد أن هذه التقارير غير صحيحة. تم تحديد لاحقًا أن المجموعة كانت من منطقة ترينتون ، ميشيغان، في رحلة سقوط لمدة أسبوع على طول الساحل الشرقي بالحافلة والسكك الحديدية، نظمتها حدائق ترنتون وقسم الترفيه وترتيبها من خلال شركة كندية. وقالت الشرطة إنها لم تر قط كارثة بهذا الحجم على البحيرة. نجا القبطان وتعاون مع الشرطة.
وكشف تحقيق مجلس سلامة النقل الوطني في الحادث أنه على الرغم من أن القارب تم تصنيفه على أنه يحمل 50 شخصًا عندما تم تصنيعه في عام 1966، فإن التعديلات اللاحقة على تصميم القارب قد قللت بشكل كبير من استقراره. في وقت وقوع الحادث، كان يجب أن يكون القارب مُصنّفًا بحيث لا يزيد عن 14 راكبًا. في 5 فبراير 2007، تم توجيه الاتهام إلى القبطان ريتشارد باريس والشركة التي كانت تملك القارب، Shoreline Cruises ، لوجود طاقم واحد فقط على متن القارب. لم يتم توجيه اتهامات أكثر خطورة لأنه لم يكن القبطان ولا الملاك على علم بأنهم ينتهكون معايير السلامة.

## تعريف

### مقصد سياحي

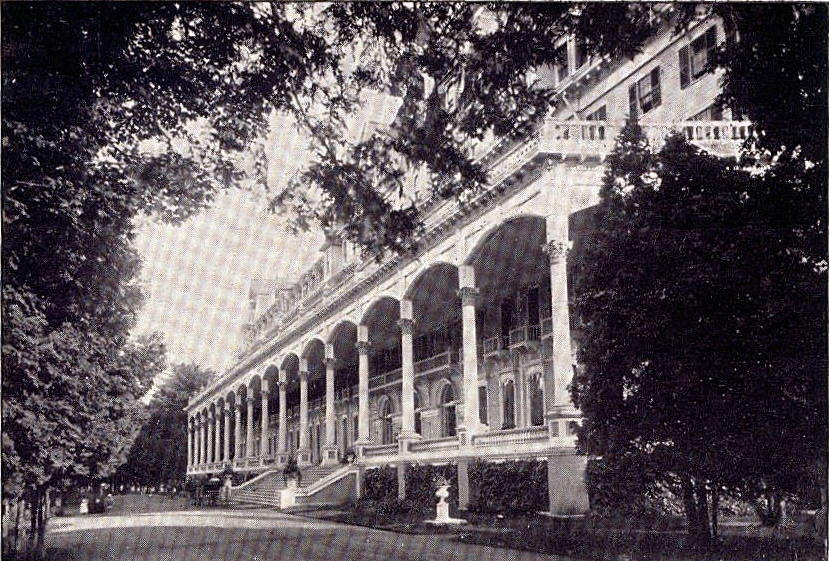
فندق فورت ويليام هنري في عام 1907

تقع على خط السكة الحديد في منتصف الطريق بين مدينة نيويورك ومونتريال، جذبت بحيرة جورج الأغنياء والمشاهيرين في العصر في أواخر القرن التاسع عشر وأوائل القرن العشرين. قام أفراد من عائلات روزفلت وفان رينسلار وفاندربيلت وروكفلر وويتني بزيارة شواطئها. تم افتتاح فندق Fort William Henry في ما يسمى الآن Lake George Village و The Sagamore in Bolton Landing في هذا الوقت لخدمة السياح. كان من المرجح أن يبقى الزائرون الأكثر ثراءً مع نظرائهم في عقاراتهم الخاصة. [بحاجة لمصدر]

تم بناء Silver Bay YMCA على بحيرة جورج في عام 1900. وقد تطورت منذ ذلك الحين إلى معسكر عائلي صيفي، يخدم عدة مئات من المنظمات والسياح كل صيف. منذ عام 1913، على الشاطئ الشرقي لبحيرة جورج، يستضيف YMCA Camp Chingachgook آلاف الضيوف كل صيف. [بحاجة لمصدر]

يمكن الوصول إلى بحيرة جورج بالسيارة عبر الطريق السريع 87 وعن طريق الجو من مطار ألباني الدولي، والذي يبعد حوالي 45 ميل (72 كـم) بعيدا.
واليوم، لا تزال بحيرة جورج وجهة سياحية ومركز منتجع ومستعمرة صيفية . تشمل الأنشطة الشهيرة في منطقة بحيرة جورج الرياضات المائية والتخييم والمتنزهات والمشي لمسافات طويلة والتجديف وتسوق منافذ المصانع. يحدث واحد من أقدم تجمع بالونات الهواء الساخن في البلاد كل سبتمبر في كوينزبيري القريبة.
بحيرة جورج مسؤولة عن توليد حوالي ملياري دولار سنويًا للمنطقة المحلية.

### صف المليونير
صف المليونير هو لقب امتداد طريق بولتون (الآن بحيرة شور درايف) على الجانب الغربي من البحيرة حيث بنى المليونيرات قصورًا أو أقاموا هناك خلال أشهر الصيف. شخصيات بارزة مثل Spencer Trask و Katrina Trask وEdward M. Shepard وGeorge Foster Peabody و Harold Pitcairn و Russell Cornell Leffingwell وGeorgia O'Keefe وAlfred Stieglitz و Royal C. Peabody و Charles Peabody و Fredrick F. Peabody و Marcella Sembrich وCharles إيفان هيوز، والتر برايس، ويليام جيرارد بيكرز، هاري كيندال ثاو، أدولف أوتش، لويز هومر، سيدني هومر، تشارلز وود، عائلة بيكسبي، وعائلة توتل التي بنيت أو أقامت في منازل صيفية فخمة هنا. على الرغم من أن أصحاب المنازل يطلقون عليها أحيانًا «الأكواخ»، إلا أنها تحتوي عادةً على عشرات غرف النوم وأكثر من 20,000 قدم مربع (1,900 م2) من المساحة الأرضية.
اختلف صف المليونير بشكل ملحوظ عن «المعسكرات» الصيفية الأكثر ريفيًا التي بناها سكان الصيف الأثرياء الآخرون في آديرونداك مثل ويليام ويست دورانت وجون دي روكفلر. على عكس الهياكل الخشبية والخشبية في المخيمات، تم بناء منازل Millionaire's Row من الحجر والبناء في أنماط Tudor Revival و Georgian Revival وItalianate .
على عكس معاصريهم في نيوبورت وهامبتون، التي بنيت على قطع صغيرة من الأرض، كانت الأكواخ في Millionaire's Row عبارة عن قصور بالمعنى الحقيقي للكلمة. غالبًا ما تم بناؤها على مئات الأفدنة من البرية البكر على ضفاف البحيرة.
مع تغير المناخ الاقتصادي وإدخال ضريبة الدخل، أصبحت قصور صف المليونير أقل استدامة بحلول الثلاثينيات. وبحلول الخمسينات من القرن الماضي، ومع ظهور السيارات والسفر الجوي الميسور التكلفة، أصبحت بحيرة جورج أكثر جاذبية للطبقة المتوسطة المتنامية وأقل من ذلك لـ «مجموعة الطائرات». تم تدمير معظم قصور Millionaire's Row أو تحولت إلى فنادق ومطاعم. من بين القصور الباقية هي Evelley و Halcyon و Sun Castle (Erlowest) و Oak law و Wikiosco و Green Harbour و Homeland و Cramer Point و Depe Dene و Cannon Point و Hermstone و Mohican Point و Villa Marie Antoinette's gatehouse و Three Brothers Island و Nirvana وو Wapanak.

## بعض الصور والرسومات

### صور فوتوغرافية

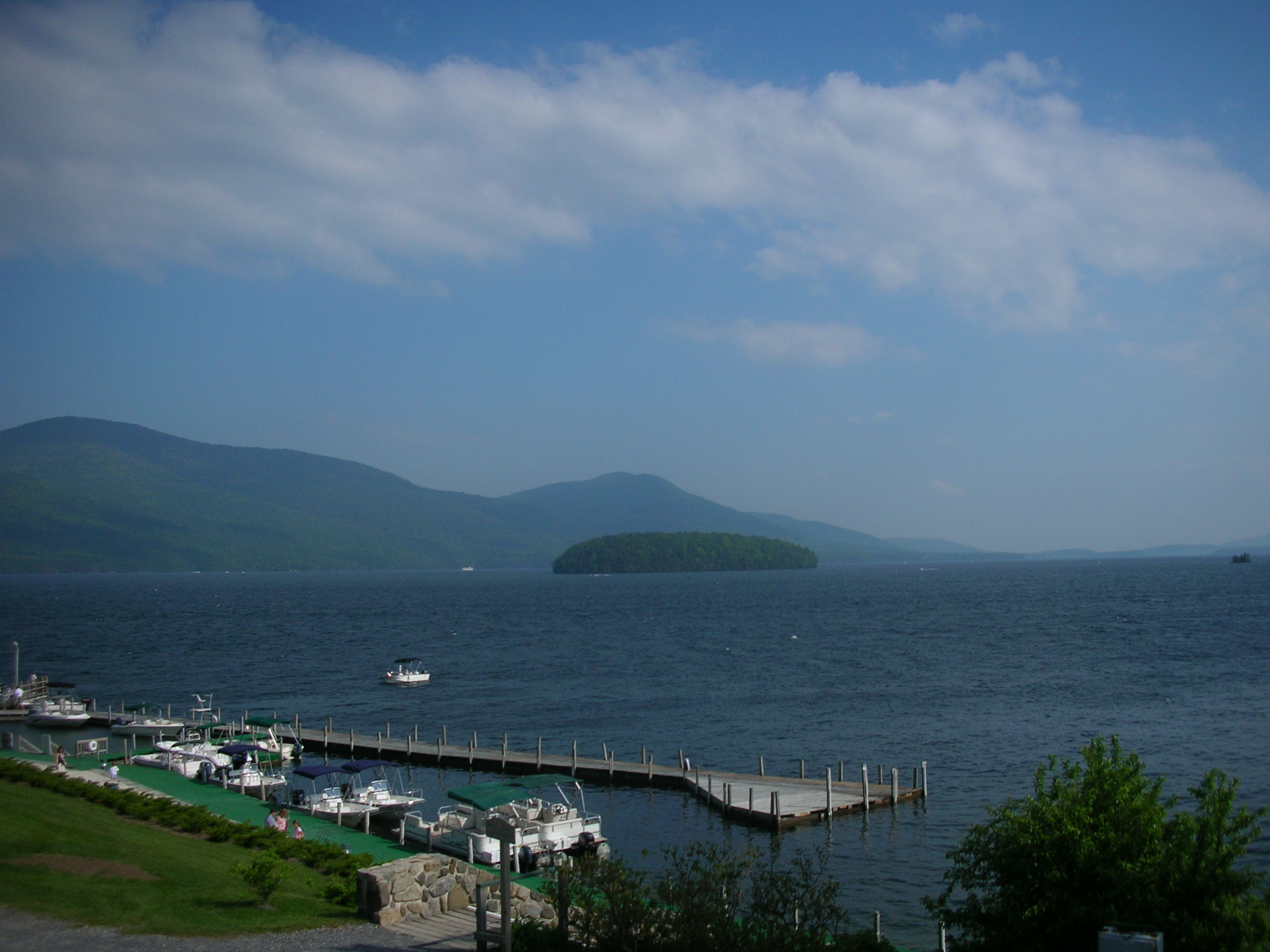
منظر من ذا ساجامور  [لغات أخرى]‏ في بولتون لاندينج  [لغات أخرى]‏
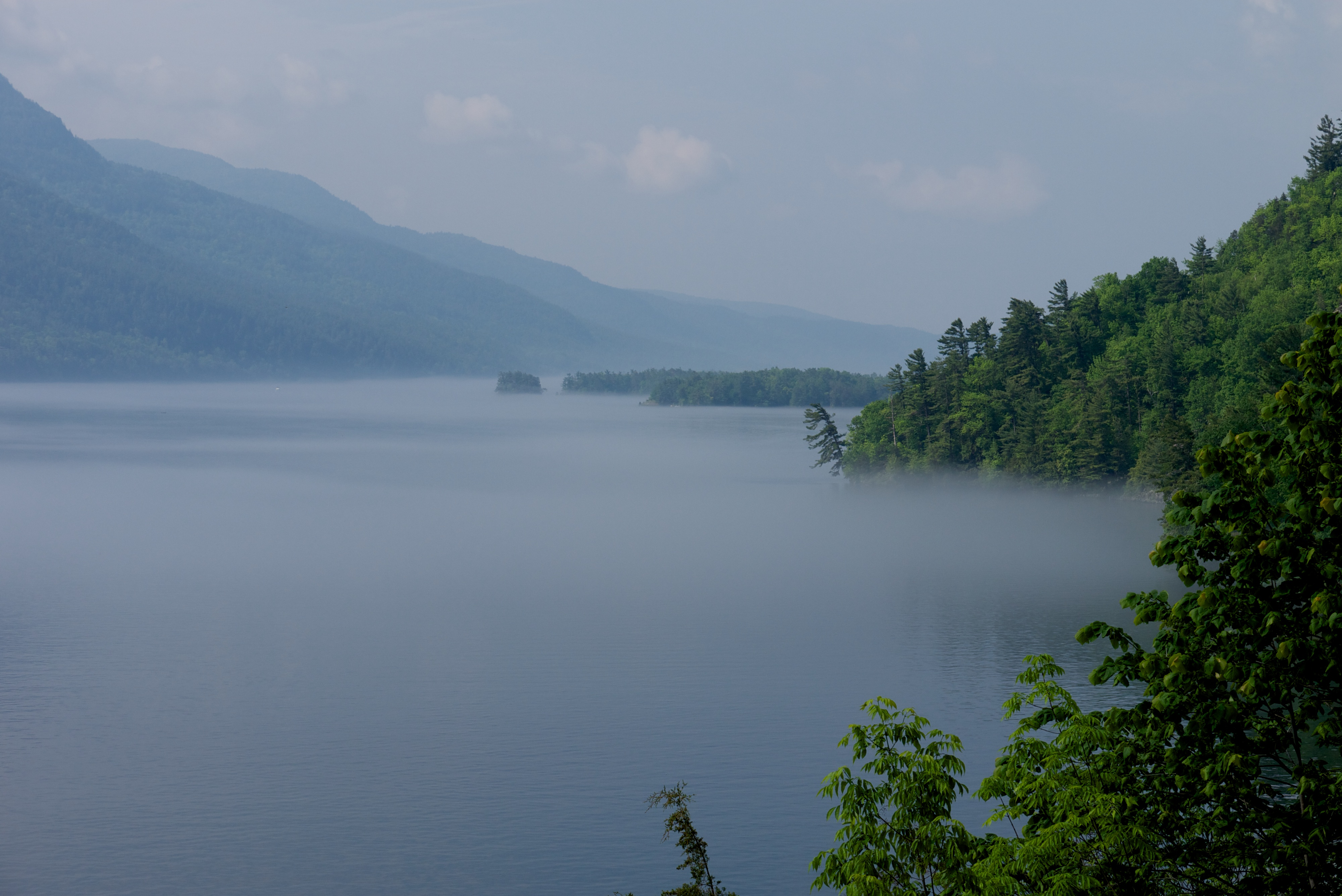
بحيرة جورج ، في يوم ضبابي.
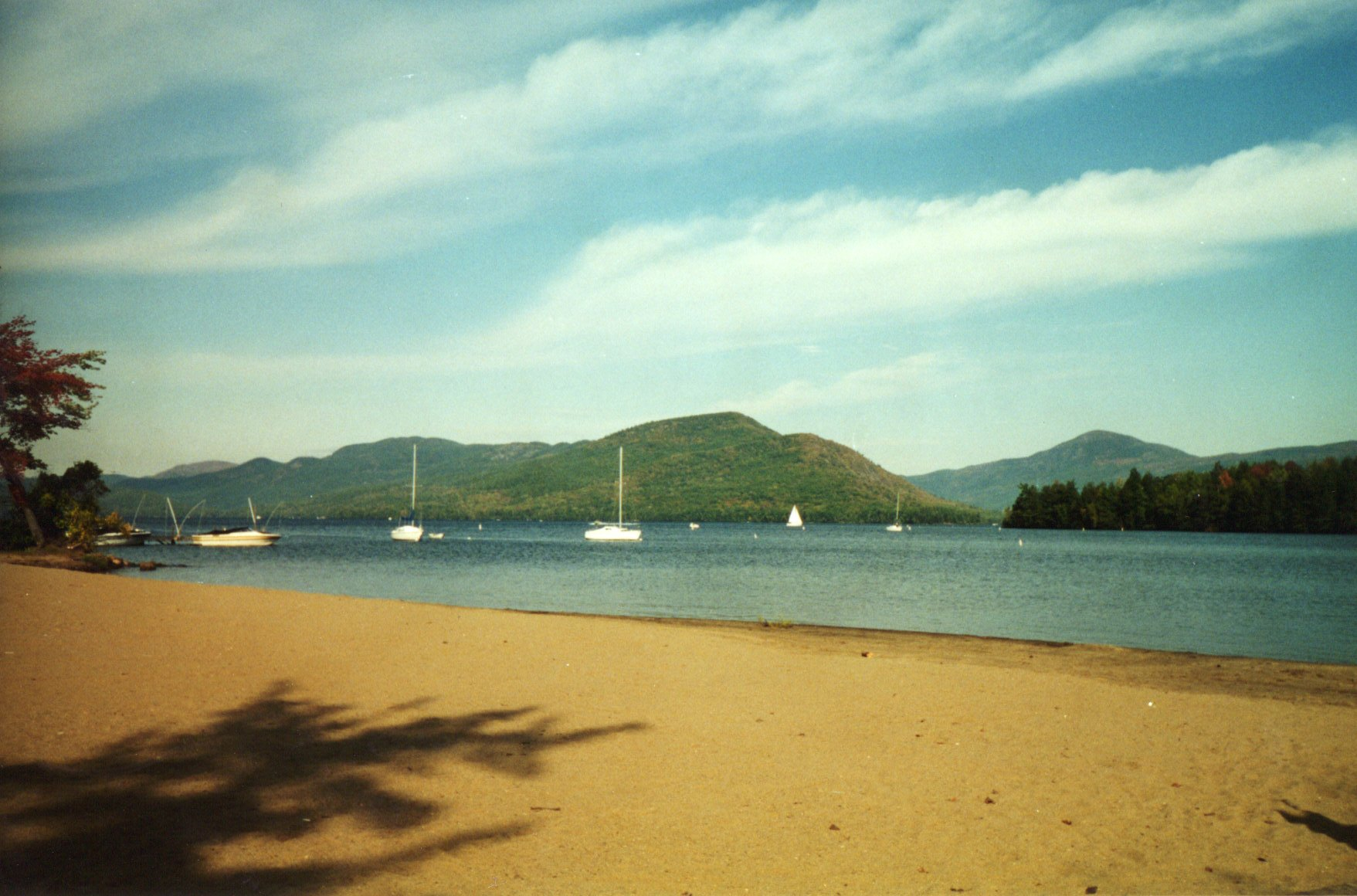
منظر من بولتون لاندينج
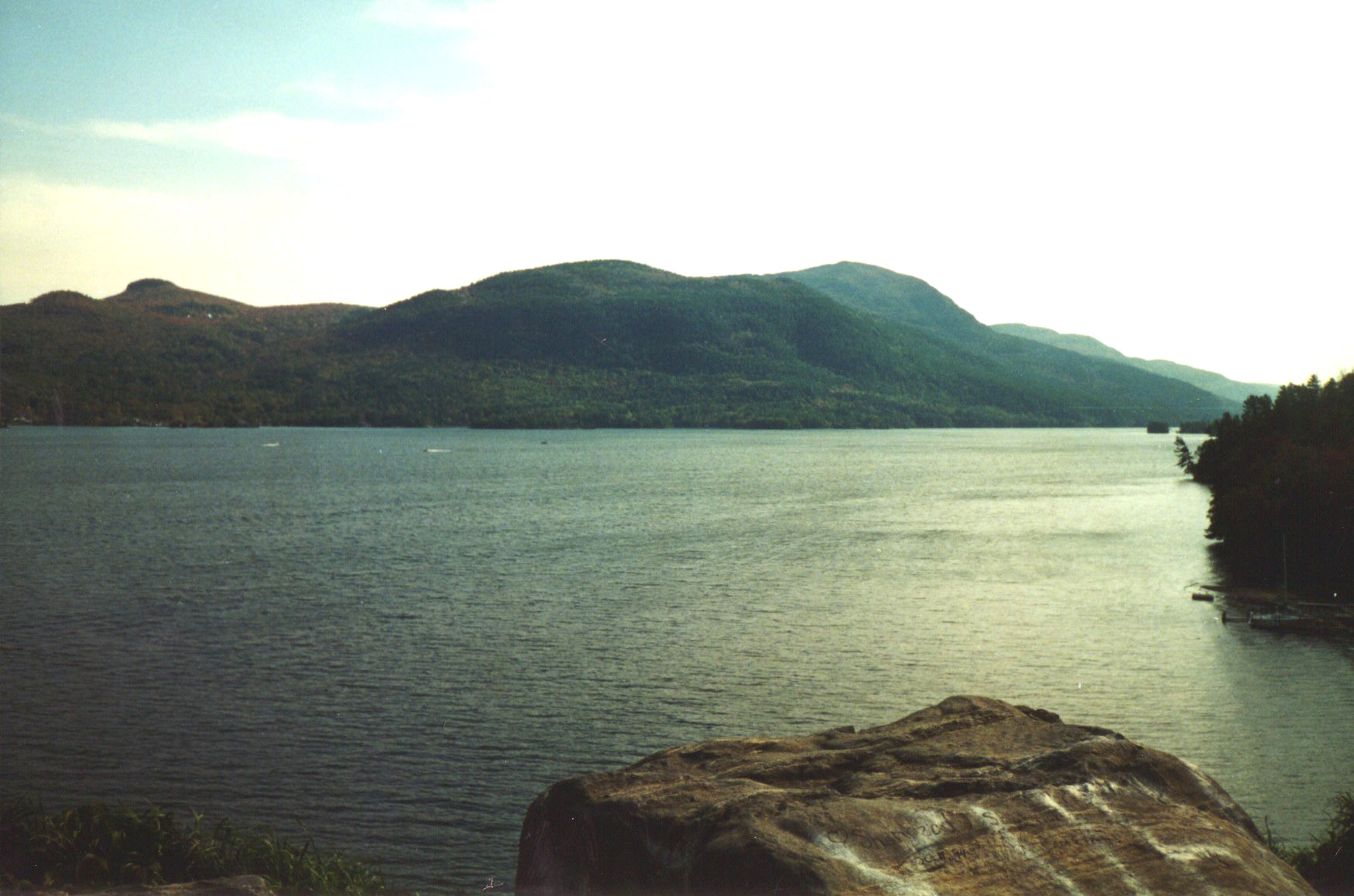
منظر من يوم السبت
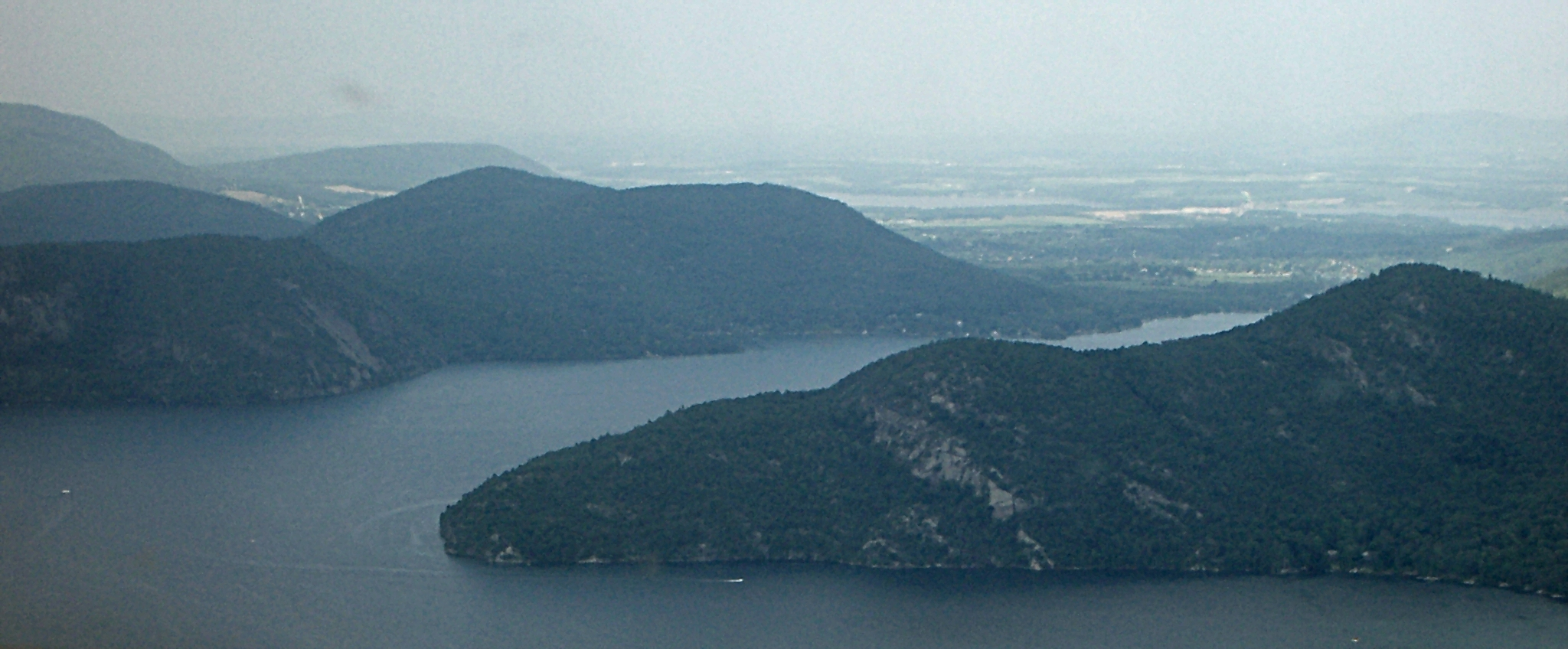
منظر جوي لبحيرة جورج ، مع رؤية أنثوني أنف وروجر روك  [لغات أخرى]‏

### لوحات

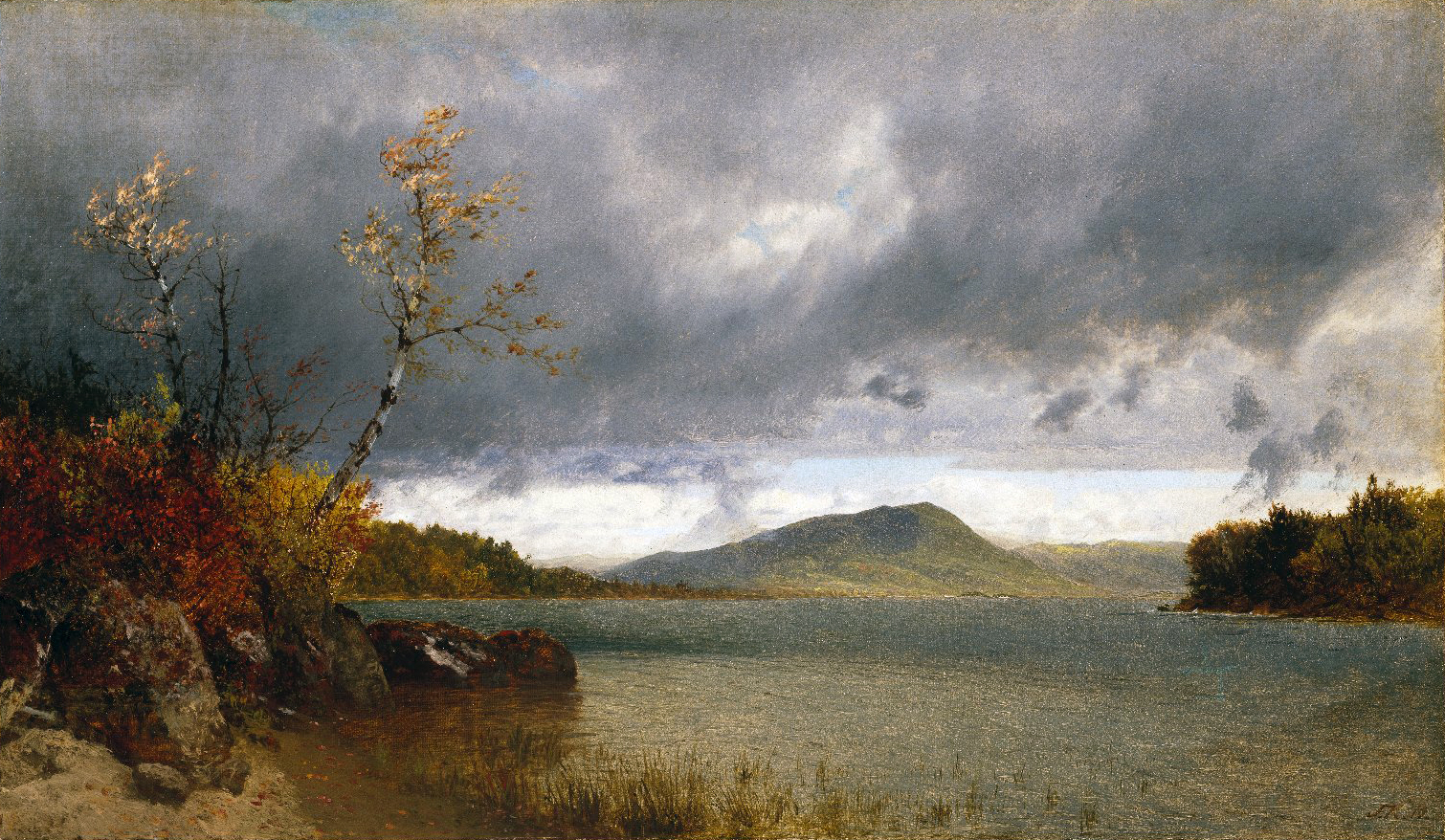
جون فريدريك كينسيت - ليك جورج - متحف بروكلين
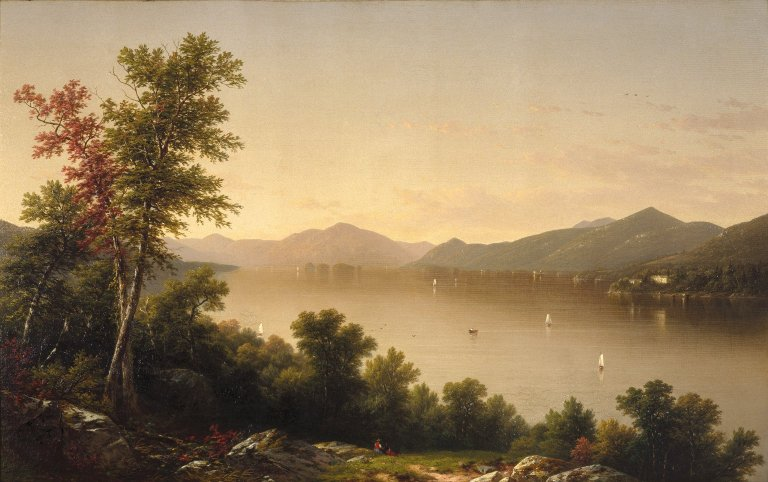
جون وليام كاسيلار - - ليك جورج - متحف بروكلين
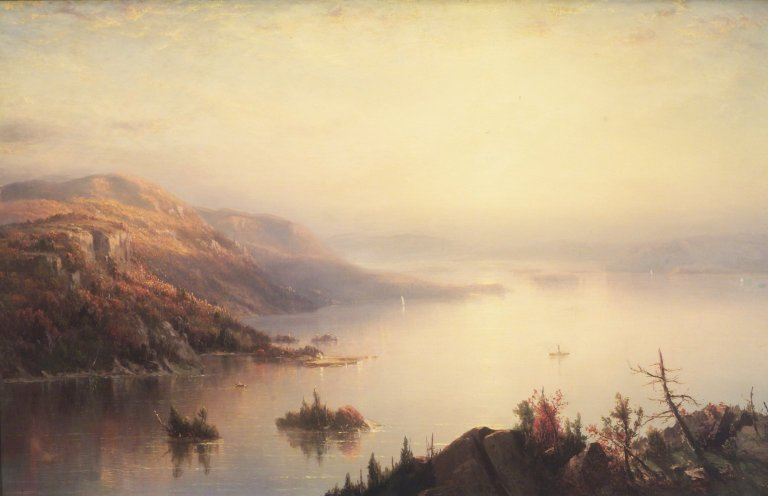
Régis François Gignoux - بحيرة جورج - متحف بروكلين

### أشرطة فيديو
- منظر لبحيرة جورج من جبل باك في فورت آن ، نيويورك ، 31 مارس 2018